# Габдуллин, Рустем Фанилевич
Рустем Фанилевич Габдуллин (род. 20 ноября 1977, Уфа) — российский хоккеист, нападающий.

## Биография
Воспитанник уфимского хоккея. Начинал играть в местном «Новойле» (1992/93 — 1995/96). Играл за клубы «Салават Юлаев» Уфа (1994/95 — 1995/96, 1997/98 — 1999/2000, 2000/01), «Лада» Тольятти (1996/97), «Новойл» (1997/98 — 1998/99), «Салават Юлаев-2» (1999/2000, 2000/01), «Сибирь» Новосибирск (2000/01), ЦСК ВВС Самара (2000/01), «Кристалл» Саратов (2000/01), «Шахтёр-2» Прокопьевск (2001/02), «Кедр» Новоуральск (2001/02), «Металлург» Серов (2001/02), «Факел» Лесной (2001/02).
Участник чемпионата Европы среди юниорских команд 1995. Бронзовый призёр чемпионата мира среди молодёжных команд 1997.